# Ludwig Schuberth
Ludwig Schuberth (* 24. Juli 1911 in Wien; † 30. September 1989) war ein österreichischer Feldhandballspieler.

## Biografie
Schuberth gehörte bei den Olympischen Sommerspielen 1936 in Berlin der österreichischen Handballauswahl an, die im Feldhandball die Silbermedaille gewann. Er wurde am Südwestfriedhof bestattet.
Er absolvierte drei Spiele, unter anderem das Finale.